# Acidente ferroviário de Eséka em 2016
O acidente ferroviário de Eséka de 2016 foi um descarilamento de comboio ocorrido em 21 de outubro de 2016, com um trem que viajava da capital de Camarões, Yaoundé para a sua maior cidade Douala. O descarrilamento ocorreu próximo a cidade de Eséka, Centro de Camarões. Pelo menos 75 pessoas morreram e 600 ficaram feridas.
Foi o mais terrível acidente ferroviário no continente africano desde agosto de 2007.

## Acidente
O trem de passageiros envolvido no acidente, estava viajando na linha entre a capital Yaoundé e a maior cidade do país e centro econômico Douala. Devido às recentes chuvas, um deslizamento de terra destruiu uma ponte na estrada principal que liga as duas cidades, forçando as pessoas a viajar de trem em vez de outros meios. Como resultado, o número de passageiros a bordo foi relatado para ser em torno de 1.300, mais do que o dobro da capacidade projetada de 600. O trem partiu Yauonde às 11:00 horas, do horário local com um ligeiro atraso. Um jornalista do grupo Reuters que viajava no trem informou um alto ruído e fumaça de vários carros descarrilando por volta das 12:00 locais (11:00 GMT) em Eséka, a cerca de 120 km a oeste da capital.
As vítimas foram transportados para um hospital local em Eséka, bem como para instalações em Douala. Os meios de comunicação locais mostraram imagens de vários vagões virados em uma ladeira ao lado da linha férrea, com centenas de passageiros a observarem. Por causa do acidente e o anterior colapso da ponte, o principal eixo de transporte de Camarões ficou interrompido.

## Investigação
No rescaldo do acidente, Camrail anunciou que vai enviar equipes de investigação para o sítio e expressou suas condolências às famílias das vítimas em uma postagem na página oficial da empresa no Facebook. Funcionários ferroviários disseram que antes de o trem dar partida a partir de Yaoundé, oito vagões foram adicionados ao trem, a fim de acomodar mais passageiros, porém não se sabe ainda se este fato contribuiu para o acidente.